# Obleganje Ariminuma (538)
Obleganje Ariminuma (italijansko Assedio di Ariminum), znano tudi kot obleganje Riminija (Assedio di Rimini), je bilo srečanje v gotski vojni med bizantinskimi silami pod vodstvom Belizarja in Janeza ter ostrogotskimi silami leta 538 našega štetja.
Marca 538 je Janez zajel Ariminum (današnji Rimini) z namenom, da bi prepričal Gote, da opustijo obleganje Rima. Boječi za svojo prestolnico v Ravenni, so se Goti umaknili iz Rima v Ariminum. Po neuspešnem poskusu uporabe oblegalnih lestev je Vitigez začel s stradanjem mesta.
Po spodbuditvi Narzesa je Belizar poslal tri skupine v Ariminum: Belizar in Narzes sta prečkala Apenine, medtem ko sta Ildiger in Martinus vodila svoje enote ob jadranski obali, Ildiger po morju in Martinus po kopnem. Srečanje med Belisarjevo vojsko in Goti je slednje prepričalo, da so Bizantinci prihajali iz severa, medtem ko je Martinusova vojska, ki se je približevala iz juga, prižigala taborne ognje, da so bili videti večji. Ko so videli Ildigerjevo floto, so Goti dvignili svoje obleganje 24. julija 538 in se umaknili v Ravenno. Obleganje je dodatno pretrgalo enotnost med bizantinsko vodstvom.

## Zajetje Ariminuma
Ko je bilo obleganje Rima v zadnjih fazah, je Belizar poslal Janeza, nečaka generala Vitalijana, v Picenum, da zasede to območje. Rimska populacija Ariminuma (danes Rimini) je povabila Janeza, da zavzame mesto; Janez je ocenil, da bo položaj Ariminuma med Rimom in gotsko prestolnico Ravenno povzročil, da bo Vitigez opustil obleganje Rima in se umaknil, če ga zavzamejo. Janez je premagal gotskega poveljnika Ulitheusa v bitki in zasedel Ariminum, ignoriral pa je druge gotske garnizone v regiji. Po besedah Prokopija so se Goti umaknili iz Ariminuma proti Raveni "takoj, ko so izvedeli, da prihaja (Janezova) vojska" in Mataswintha, Vitigezova žena, je začela pogajanja o izdajstvu Ariminiuma in poroki z Janezom, čigar ugled se je okrepil z zajetjem mesta.
Kot pričakovano so se Goti umaknili iz Rima, ob spomladanskem enakonočju eno leto po začetku obleganja. Napovedujoč, da bodo Goti poskušali oblegati Janeza v Ariminumu,m, je Belizar poslal Ildigerja in Martinusa da zamenjata Janeza, poslal ju je po cesti Via Flaminia s tisoč konjeniki, da bi prispeli v Ariminum pred umikajočimi se Goti, ki so, potujoč z večjo vojsko potrebovali ovinke in se izogibali rimskim utrdbam v Narniji, Spoletium, in Peruziji. Belizarjev ukaz je bil motiviran z dvema razlogoma: prvič, Goti bi jih manj verjetno videli kot grožnjo kot proslavljenega Janeza s svojo konjenico, zato bi lahko odvrnili svojo pozornost drugam; drugič, Janezova konjenica ne bi bila tako učinkovita pri obleganju, kot je bila pri nadlegovanju Gotov na odprtem. Janez je zavrnil odhod in ostal v Ariminumu z okrepitvijo pehote. Ildiger in Martinus sta odšla k Belisariusu ter pustila svoji vojski pri Janezu.

## Obleganje
Kmalu zatem je Vitigez oblegal mesto. Hitro je zgradil oblegovalni stolp, ki za razliko kakor pri obleganju Rima ni bil vlečen z volovi, ampak so ga premikali moški, postavljeni znotraj stolpa. Stolp je bil postavljen blizu zidu, ki ga je pred bizantinskim napadom varoval kontingent vojakov. Ponoči so Bizantinci zapustili mesto, da bi izkopali jarek pred oblegovalnim stolpom. Ko so Goti to izvedeli, so napadli Bizantince, ki so se umaknili takoj, ko je bil jarek dovolj globok. Vitigez je dal jarek napolniti z vejevjem, preden je napredoval čez njega. Teža stolpa ga je nekoliko nagnila v jarek, saj so se vejice zdrobile, zemljina, ki je bila zgrajena za njim, pa je popolnoma ustavil napredovanje stolpa
Vitigez se je odločil za umik in vzel stolp s seboj. Janez je to želel preprečiti in je izšel na plano, vendar mu ni uspelo uničiti oblegovalnega stolpa. Potem, ko je doživel precejšnje izgube, se je Vitigez odločil, da ne bo napadel Ariminuma, temveč da ga bo izstradal. Ker je potreboval manj vojakov za to, je poslal odvečne može, da napadejo Ancono.
Janez je poslal pismo Belizarju v katerem ga je obvestil, da mu bodo zaloge kmalu pošle in da bo moral v sedmih dneh kapitulirati. Belizar se je odločil, da bo obleganje prekinil z prevaro. Razdelil je svojo vojsko na štiri skupine, tri od teh so bile poslane v bližino Ariminuma. Ena enota pod vodstvom Ildigerja, se je morala premikati po morju, spremljali so jo Martinusovi vojaki, ki so sledili floti po kopnem, in bilo jim naročeno, naj prižgejo dodatne taborne ognje, da bi povečali svojo velikost. Tako bi izgledalo, kot da imajo Bizantinci ogromno vojsko. Medtem sta Belizar in Narzes prečkala Apenine mimo Urbisaglije. Goti so bili močnejši od Bizantincev, zato je Belizar želel preprečiti bitko.
Med maršem je Belizar naletel na enoto Gotov, ki je bila močno poražena in je zbežala nazaj v gotsko taborišče. Trdili so, da so Bizantinci prišli z veliko vojsko s severa, kar je privedlo Gote do tega, da so premaknili svoje tabore "na tisto stran Ariminuma, ki gleda proti zahodu". A ponoči so opazili Martinusove številčne taborne ognje, ki so bili šestdeset stadijev (približno 10 km) stran, verjetno blizu sodobnega Ricciona. Strah Gotov se je okrepil, ko se je zjutraj pojavila bizantinska flota; bil je 24. julij 358. Goti so kmalu potem dvignili obleganje ter pobegnili v Ravenno. Belizar je okoli poldneva vstopil v Ariminum.

## Posledice
Po obleganju je Janez dejal, da se njegova hvaležnost nanaša izključno na Narzesa, saj naj bi ta prisilil Belizarja, da ga je poskusil rešiti: medtem ko je Belizar želel oblegati Osimo in Ancono ter pustiti Janeza, da brani Ariminum sam, je Narzes vztrajal, da bi bila napaka izgubiti Ariminum samo zaradi tega, da bi kaznovali Janeza. Bizantinsko vodstvo je se zaradi tega postalo še bolj razdeljeno in neučinkovito.